# Karl Koch (hacker)
Karl Werner Lothar Koch (Hannover, 1965. július 22. – Ohof, 1989. május 23.) a 80-as évek tevékenykedő német hacker volt, aki részes volt a hidegháború egyik  számítógépes kémkedési ügyének. Magát Hagbardnak nevezte a The Illuminatus! Trilogy című amerikai regény egyik szereplője, Hagbard Celine után.

## Élete
Hannoverben született, édesanyja 1976-ban rákban meghalt, apjának alkoholproblémái voltak. Gyerekkorában érdekelte a csillagászat, tizenévesként tagja volt az német diáktanácsnak. 1979-ben olvasta az Illuminatus! – The Golden Apple című könyvet, amely nagy hatással volt rá. Első számítógépét 1982-ben vette meg. Két évvel később apja elhunyt rákban. 1985-ben más fiatalokkal megalapította a Computer-Stammtisch közösséget, amely később Chaos Computer Club Hanover néven lett ismert. Ebben az időszakban Koch kábítószert is fogyasztott. 1987-ben befeküdt egy aacheni klinika pszichiátriai rehabilitációs osztályára. Innen 1987-ben bocsátották el. Koch más hackerekkel amerikai katonai számítógépekről szerzett meg, majd adott el információkat a KGB-nek. A csoport lebukása után, 1989-ben  Kochot egy Celle melletti erdőben találták meg halálra égve. A hivatalos nyomozás öngyilkosságot állapított meg.

## Fordítás
- Ez a szócikk részben vagy egészben  a   Karl Koch (hacker) című angol Wikipédia-szócikk ezen változatának fordításán alapul.  Az eredeti cikk szerkesztőit annak laptörténete sorolja fel. Ez a jelzés csupán a megfogalmazás eredetét és a szerzői jogokat jelzi, nem szolgál a cikkben szereplő információk forrásmegjelöléseként.